# Hội chứng thỏ
Hội chứng thỏ là một hiếm  hình thức ngoại tháp tác dụng phụ của thuốc chống loạn thần ma túy, trong đó việc run rẩy quanh miệng xảy ra với tốc độ khoảng 5 Hz. Hội chứng thỏ được đặc trưng bởi các chuyển động nhịp nhàng, không tự nguyện của miệng dọc theo một mặt phẳng thẳng đứng, không có sự tham gia của lưỡi, và giống như chuyển động nhai của thỏ. Nó thường được thấy sau nhiều năm dùng thuốc, và nổi bật hơn với các loại thuốc có hiệu lực cao như haloperidol, fluphenazine và pimozide. Ngoài ra còn có tỷ lệ mắc thấp với thioridazine, clozapine, olanzapine, aripiprazole, và risperidone liều thấp.
Hội chứng thỏ có thể được điều trị bằng thuốc kháng cholinergic. Nó thường biến mất trong vài ngày điều trị nhưng có thể xuất hiện trở lại sau khi ngừng điều trị kháng cholinergic. Một chiến lược điều trị khác là chuyển bệnh nhân sang thuốc chống loạn thần không điển hình với đặc tính chống cholinergic cao.